# 2195 Tengström
2195 Tengström là một tiểu hành tinh vành đai chính với chu kỳ quỹ đạo là 1209.6638432 ngày (3.31 năm).
Nó được phát hiện ngày 27 tháng 9 năm 1941.